# Kokuraminami (Kitakiusiu)
Kokuraminami (jap. 小倉南区 Kokuraminami-ku) – jedna z siedmiu dzielnic Kitakiusiu, miasta w prefekturze Fukuoka.
Kitakiusiu powstało 10 lutego 1963 roku w wyniku połączenia 5 miast, w tym Kokury, które zostało jedną z dzielnic miasta. 1 kwietnia 1974 roku dzielnica została podzielona na dwie: Kokurakita i Kokuraminami.
Położona jest w północnej części miasta. Graniczy z dzielnicami Moji, Kokurakita, Yahatahigashi i Yahatanishi, miastami Nōgata, Yukuhashi oraz miasteczkami Kanda, Miyako, Kawara i Fukuchi.

## Miejscowe atrakcje
- Hiraodai Nature Observation Center